# Lillyn Brown

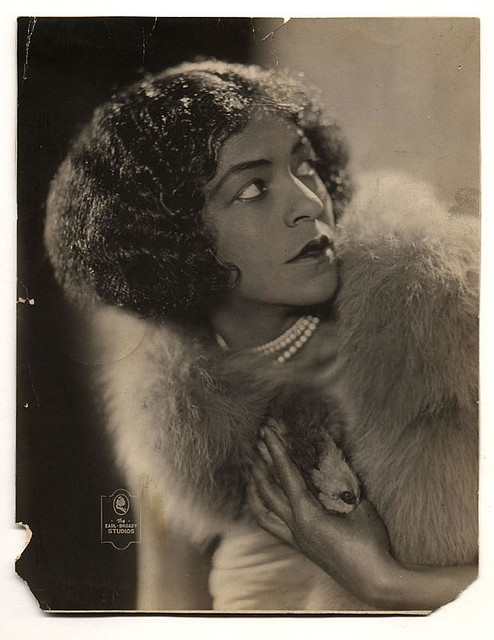
Lillyn Brown

Lillyn Brown (* 24. April 1885 als Lillian Thomas in Atlanta, Georgia; † 8. Juni 1969 in Manhattan, New York City) war eine US-amerikanische Blues-Sängerin. Trotz ihrer mehr als 60 Jahre umfassenden Karriere sind nur vier Aufnahmen von ihr bekannt.
Die Tochter einer Afroamerikanerin und eines Irokesen trat bereits 1894 als „Indian Princess“ (indianische Prinzessin) auf. Nach eigenen Angaben war Lillyn Brown die erste Berufssängerin, die den Blues vor Publikum sang, und zwar 1908 im „Little Strand Theatre“ in Chicago.
Am 29. März und am 9. Mai 1921 machte Brown ihre einzigen bekannten Grammophonaufnahmen, insgesamt vier Stücke, darunter Jazz Me Blues von Tom Delaney. Sie wurde begleitet von Ed Cox (Kornett), Bud Aiken oder Herb Flemming (Posaune), Garvin Bushell (Klarinette, Saxofon), Johnny Mullins (Geige), Lutice Perkins (Schlagzeug) und einem nicht identifizierten Pianisten. Diese Aufnahmen wurden unter verschiedenen Namen veröffentlicht, etwa „Lillyn Brown & Her Jazzbo Syncopators“, „Maude Jones & Her Jazbo Syncopators“, „Fannie Baker & Her Jazz“ oder „Mildred Fernandez & Her Syncopated Syncoators“.
Mitte der 1930er zog sich Brown aus dem Musikgeschäft zurück, hatte aber 1949 ihr Comeback. 1952 trat sie in „Kiss Me Kate“ auf. Sie führte eine eigene Schule für Gesang und Schauspiel und schrieb und inszenierte Bühnenstücke. Ihr letzter Auftritt war 1964 ein Konzert zu Ehren von Mamie Smith.
Lillyn Brown starb 1969 im Alter von 84 Jahren in Manhattan.